# First Responder Bowl 2021
Match précédent Match suivant
Le First Responder Bowl 2021 est un match de football américain de niveau universitaire joué après la saison régulière de 2021, le 28 décembre 2021 au Gerald J. Ford Stadium situé à Dallas dans l'État du Texas aux États-Unis. 
Il s'agit de la 12e édition du First Responder Bowl.
Le match met en présence l'équipe des Falcons de l'Air Force issue de la Mountain West Conference et l'équipe des Cardinals de Louisville issue de la Atlantic Coast Conference.
Il débute à 15 h 26 locales (21h26 en France) et est retransmis à la télévision par ESPN.
Sponsorisé par la société Servpro (en), le match est officiellement dénommé le 2021 Servpro First Responder Bowl. 
Air Force gagne le match sur le score de 31 à 28.

## Présentation du match
Il s'agit de la  première rencontre entre les deux équipes.
| Équipes                                                                                                | Conférences | Entraîneurs                        | Stats. saison rég. | Classements avant le bowl | Classements avant le bowl | Classements avant le bowl |
| --- | ----------- | ---------------------------------- | ------------------ | ------------------------- | ------------------------- | ------------------------- |
| Équipes                                                                                                | Conférences | Entraîneurs                        | Stats. saison rég. | CFP                       | AP                        | Coaches                   |
| Falcons de l'Air Force                                                                                 | MWC         | Troy Calhoun (en) (15e saison)     | 9 - 3              | NC                        | NC                        | NC                        |
| Cardinals de Louisville                                                                                | ACC         | Scott Satterfield (en) (3e saison) | 6 - 6              | NC                        | NC                        | NC                        |
| - Arbitre : James Carter (SEC) - Équipe donnée favorite par les bookmakers : Louisville par 1 ½ point. |             |                                    |                    |                           |                           |                           |

### Falcons de l'Air Force
Avec un bilan global en saison régulière de 9 victoires et 3 défaites (6-2 en matchs de conférence), Air Force est éligible et accepte l'invitation pour participer au First Responder Bowl de 2021.
Ils terminent 2e de la Division Mountain de la Mountain West Conference derrière Utah.
À l'issue de la saison 2021, ils n'apparaissent pas dans les classements CFP, AP et Coaches.
Il s'agit de leur première apparition au First Responder Bowl.
| Logo     | Postes         | Joueurs                                         | Statistiques                                                 |
| -------- | -------------- | ----------------------------------------------- | ------------------------------------------------------------ |
|          | Quarterback    | Haaziq Daniels                                  | 43/94 passes réussies pour 932 yards, 5 TDs, 3 interceptions |
| Coureur  | Haaziq Daniels | 139 courses pour 698 yards nets gagnés et 9 TDs |                                                              |
| Receveur | Brandon Lewis  | 16 réceptions pour 447 yards et 1 TDs           |                                                              |

### Cardinals de Louisville
Avec un bilan global en saison régulière de 6 victoires et 6 défaites (4-4 en matchs de conférence), Louisville est éligible et accepte l'invitation pour participer au First Responder Bowl de 2021.
Ils terminent 4e de la ? Division Atlantic de l'Atlantic Coast Conference derrière #17 Wake Forest, #18 NC State et #19 Clemson.
À l'issue de la saison 2021, ils n'apparaissent pas dans les classements CFP, AP et Coaches.
Il s'agit de leur première apparition au First Responder Bowl.
| Logo     | Postes           | Joueurs                                          | Statistiques                                                      |
| -------- | ---------------- | ------------------------------------------------ | ----------------------------------------------------------------- |
|          | Quarterback      | Malik Cunningham                                 | 196/316 passes réussies pour 2 734 yards, 18 TDs, 6 interceptions |
| Coureur  | Malik Cunningham | 161 courses pour 968 yards nets gagnés et 19 TDs |                                                                   |
| Receveur | Marshon Ford     | 47 réceptions pour 530 yards et 2 TDs            |                                                                   |